# Vale de Nogueiras
Vale de Nogueiras is een plaats (freguesia) in de Portugese gemeente Vila Real en telt 1011 inwoners (2001).